# István Tóth
István Tóth (n. 3 octombrie 1951, Szolnok, Județul Jász-Nagykun-Szolnok, Ungaria) este un luptător ce a reprezentat Ungaria, medaliat olimpic. A participat la o ediție a Jocurilor Olimpice (1980) în care a câștigat o medalie de argint.

## Participări
Lista de mai jos prezintă principalele competiții la care a participat István Tóth de-a lungul carierei.
- wrestling at the 1980 Summer Olympics – men's Greco-Roman 62 kg[*]